# Rote Revue
A Rote Revue (“Revista vermelha”) foi o órgão teórico do Partido Social Democrata da Suíça. Os fundadores foram Robert Grimm e Ernst Nobs. Nobs, que foi eleito em 1943 como primeiro social-democrata ao Conselho Federal da Suíça, foi nomeado em 1921 como primeiro editor da revista. A revista considerou-se como órgão de discussão teórica e educação. Além de referências programáticas encontram-se artigos sobre uma variedade de temas: educação, habitação, assuntos militares, neutralidade, economia e outros. A revista também publicou regularmente resenhas sobre temas científicos, políticos e sociais.